# مارك بلات (كاتب)
مارك بلات (بالإنجليزية: Marc Platt)‏ (1953، ويمبلدون في المملكة المتحدة)؛ كاتِب، سيناريست وروائي بريطاني.

## روابط خارجية
- مارك بلات على موقع IMDb (الإنجليزية)
- مارك بلات على موقع ميوزك برينز (الإنجليزية)
- مارك بلات على موقع قاعدة بيانات الفيلم (الإنجليزية)
- مارك بلات على موقع كينوبويسك (الروسية)